# Kalkofen (Lindlar)
Die Ortschaft Kalkofen ist ein Ortsteil der Gemeinde Lindlar im Oberbergischen Kreis im Regierungsbezirk Köln in Nordrhein-Westfalen (Deutschland). 

## Lage und Beschreibung
Kalkofen liegt westlich von Lindlar an der Grenze zur Stadt Overath, zwischen Schmitzhöhe und dem Brombacherberg.

## Geschichte
Kalkofen wurde 1487 das erste Mal als „kalckoefen“ erwähnt. Im Mittelalter gehörte Kalkofen zur Honschaft Tüschen im Kirchspiel Hohkeppel.
1830 hatte Kalkofen 43 Einwohner.
1870 wurde der Regierung von den Schulvorständen der Schulen Hohkeppel und Schmitzhöhe ein Plan zur Neueinteilung der Schulbezirke überreicht, um der Überfüllung der Schulen ein Ende zu bereiten. Auf Grund dieses Planes wurde 1874–1876 eine neue Schule in Kalkofen gebaut, die am 13. September 1877 feierlich eingeweiht und danach bezogen wurde. Bis 1954 war die Schule einklassig, dann wurde ein zweiter Klassenraum errichtet. Außerdem wurde bereits 1953 die Lehrerwohnung der Schule erneuert. 1968 wurden die Volksschulen aufgelöst.
Aufgrund § 10 und § 14 des Köln-Gesetzes wurde 1975 die Gemeinde Hohkeppel aufgelöst und umfangreiche Teile in Lindlar eingemeindet. Darunter auch Kalkofen.
1994 ging die Schule Kalkofen in Privatbesitz, wurde restauriert und zu einem Wohnhaus umgebaut.

## Sehenswürdigkeiten
- Fachwerkhaus mit Relief aus dem Jahre 1800, Baujahr 1804
- Wegekreuz von 1776
- Das Relief ist nachträglich angebracht worden
- Das Wegekreuz ist zum 500-jährigen Bestehen der Ortschaft aufgestellt worden

## Busverbindungen
Haltestelle Kalkofen:
- 421 Lindlar – Immekeppel – Moitzfeld – Bensberg (RVK)
- 401 Industriegebiet Klause – Lindlar – Waldbruch – Schmitzhöhe – Hommerich – Kürten Schulzentrum (KWS, Schulbus)